# 여호아하즈 (유다 왕국)
여호아하즈(공동번역), 여호아하스(개역개정)(히브리어: יהואחז →여호와께서 붙드셨다, 그리스어: Ιωάχαζ, 재위: 기원전 609년경)의 치세는 '3개월' 가량이다. 이스라엘 분열왕국 시대 유다 왕국 제 17대 왕으로 자기 아버지 요시야와는 달리 악한 짓을 저질렀다. 여호아하스의 다른 이름은 '살룸'이다(대상3:15 ; 렘22:10-12).
선왕 요시야와 리브나 출신 예레미야의 딸 하무탈의 아들로 23살에 왕위에 올랐다. 그러나 그는 하나님의 눈에 거슬리는 악한 짓을 저질렀다.
결국 재위 3개월만에 이집트의 왕 네카우 2세가 쳐들어와 하맛 지방의 리블라에서 그를 잡아 가두어 그의 형제 여호야김을 새 왕으로 세우고 끌고 갔다. 그리고 그 유다에 은 100탈렌트와 금 1탈렌트를 배상금으로 바치게 하였다.

## 배경
기원전 609년 봄 또는 초여름에, 파라오 네카우 2세는 신아시리아 제국을 신바빌로니아 제국의 침공으로부터 원조하기 위해 출정을 떠난다. 네카우 2세는 군대를 비아 마리스 해안 도로를 따라 시리아로 배치한 뒤 블레셋과 샤론의 저지대를 따라 이동시키고, 남쪽의 이스르엘 골짜기에 있는 언덕의 능선을 넘을 준비를 했다. 이 때 요시아가 이끄는 유다 군대가 메기도에서  이집트군을 막아섰다. 그러나 유다 군대는 패퇴했고 요시야는 전사했다. 이에 이집트는 지체되고 하란에 도착했을 때는 이미 아시리의 하란성은 바빌로니아에 함락직후였다. 바빌로니아 연대기는 기원전 609년 담무스월부터 엘룰월까지 이어진 전투를 기록하고 있다. 그러므로 요시야는 기원전 609년 담무스월 이전에 사망하였음을 알 수 있다. 그의 후계자와 관련된 연대기적 고려는 요시야가 살해되고 여호아하스가 탐무즈에게 왕위를 빼앗긴 달을 제한한다.

## 통치
그는 형 엘리아김보다 두 살 어렸지만, 스물세 살에 아버지의 뒤를 이어 여호아하즈라는 이름으로 왕위에 올랐다. 이는 당시 왕궁 안에서 여호아하즈를 지지하던 세력이 있었음을 증명하며, 그의 정치적 소속이나 정책이 아버지의 것과 일치했으리라 추정하는 근거가 된다. 그러나 왕위에 오른지 3개월 후 이집트인 파라오 네카우 2세가 바벨론과의 전쟁을 포기하고 돌아오는 길에 예루살렘을 들려 여호아하즈를 폐위시키고 포로로 잡아간다.